# A krétavonal
A krétavonal (spanyolul: Jaula, angolul: The Chalk Line) 2022-ben bemutatott spanyol misztikus horror-thriller, amelyet elsőfilmes rendezőként Ignacio Tatay rendezett. A főszerepben Elena Anaya, Pablo Molinero és Eva Tennear látható.
A filmet 2022. szeptember 9-én mutatták be Spanyolországban, a Netflixen pedig október 24-én jelent meg.

## Cselekmény
Paula és Simón autóval térnek haza egy vacsoráról. Hirtelen összefutnak egy fiatal lánnyal, aki egyedül bolyong az úton. Két héttel később, miután a házaspár megtudja, hogy senki sem tart rá igényt, úgy döntenek, hogy ideiglenesen befogadják a lányt a házukba, ezzel az életét is felforgatva. Nincs könnyű dolguk, hiszen a lány megszállottan él a fantáziájában egy szörnyeteggel, aki megbünteti, ha egy földre festett négyzetnyi krétát is elhagy. A kettejük között kialakuló erős kapcsolat után Paula sötét utakon indul útnak, hogy megpróbálja megfejteni a lány rejtélyét.

## Szereplők
| Szerep   | Színész        | Magyar hang     |
| -------- | -------------- | --------------- |
| Paula    | Elena Anaya    | Szávai Viktória |
| Simón    | Pablo Molinero | Stohl András    |
| Eduardo  | Carlos Santos  | Fekete Ernő     |
| Maite    | Eva Llorach    | Ráckevei Anna   |
| Claudia  | Esther Acebo   | Lovas Rozi      |
| Beltrán  | Eloy Azorín    | Jánosi Dávid    |
| Clara    | Eva Tennear    | Fehérvári Júlia |
| Rendőrnő | Mona Martínez  | Szabó Gabi      |
| Gloria   | Sonia Almarcha | Tóth Enikő      |

## Bemutató
A filmet a Sony Pictures Entertainment Iberia forgalmazásában 2022. szeptember 9-én mutatták be Spanyolországban.